# Échevannes, Côte-d'Or
 Échevannes  là một xã ở tỉnh Côte-d’Or trong vùng Bourgogne-Franche-Comté, phía đông nước Pháp. Xã Échevannes, Côte-d'Or nằm ở khu vực có độ cao trung bình 268 mét trên mực nước biển.